# 여산 동헌
여산동헌(礪山東軒)은 대한민국 전북특별자치도 익산시에 있는 조선시대 여산부의 관아건물로, 개조하여 여산 우체국으로 이용하다가 현재에는 경로당으로 사용하고 있다. 1980년 3월 8일 전라북도의 유형문화재 제93호로 지정되었다.

## 개요
조선시대 여산부의 관아건물로, 개조하여 여산 우체국으로 이용하다가 현재에는 경로당으로 사용하고 있다.
앞면 5칸·옆면 3칸의 규모로, 지붕의 옆선이 여덟 팔(八)자 모양인 화려한 팔작지붕집이다. 낮은 기단 위에 앞면과 왼쪽에는 약 90cm 높이의 둥근 주춧돌을 놓고 뒷면과 오른쪽은 경사지를 이용하여 낮은 주춧돌을 놓았다. 지붕 처마를 받치기 위해 장식하여 만든 공포를 짜지 않고 소박한 민도리로 처리하였으며, 앞뒤에 퇴칸을 두었다. 오른쪽 2칸을 온돌방이고 나머지는 대청마루로 되었으며, 온돌방이 있는 부분은 주춧돌이 높아 마루바닥 밑으로 사람이 들어가 불을 땔 수 있도록 하였다. 벽체와 창호는 모두 유리창으로 개조되어 원형을 잃고 있다.
여산동헌은 본래의 모습을 잃었으나 전국적으로 남아있는 관아건축이 드물어 귀중한 문화재이다.

## 같이 보기
- 여산동헌의느티나무 (전라북도 기념물 제116호)
- 여산 숲정이 순교성지 (전라북도 기념물 제125호)

## 참고 자료
- 여산동헌 - 국가유산청 국가유산포털